# Ніколаєвка (Єсільський район)
Нікола́євка (каз. Николаев) — село у складі Єсільського району Північноказахстанської області Казахстану. Адміністративний центр Ніколаєвського сільського округу.
Населення — 1312 осіб (2021; 1603 у 2009, 2076 у 1999, 2927 у 1989).
Національний склад станом на 1989 рік:
- росіяни — 55 %;
- казахи — 35 %.